# 카인득
카인득(베트남어: Khánh Đức / 慶德 경덕 / 1649년 10월 ~ 1653년 2월)은 베트남 후 레 왕조(後黎朝) 신종(神宗) 레 주이 끼(黎維祺)가 복위 한 후에 사용한 첫번째 연호이자 네번째 연호이다.
- 찐 주 군주(섭정) : 찐짱(鄭梉)
- 응우옌 주 군주 : 응우옌 푹 떤(阮福瀕)
- 버우 주 군주 : 부꽁득(武公悳)

## 개원
- 푹타이(福泰) 7년(1649년) 10월에 연호를 카인득(慶德)으로 개원함.[1][2]

- 카인득(慶德) 5년(1653년) 2월에 연호를 틴득(盛德)으로 개원함.[1][2]

## 연대 대조표
| 카인득 | 서기 (西紀) | 간지 (干支) | 막 왕조 연호 (까오방 정권) | 응우옌 주 기년  | 남명 연호      |
| 원년   | 1649년      | 기축 (己丑) | 투언득(順德) 12년          | 현주(賢主) 원년 | 영력(永曆) 3년 |
| 2년    | 1650년      | 경인 (庚寅) | 투언득 13년                | 현주 2년        | 영력 4년       |
| 3년    | 1651년      | 신묘 (辛卯) | 투언득 14년                | 현주 3년        | 영력 5년       |
| 4년    | 1652년      | 임진 (壬辰) | 투언득 15년                | 현주 4년        | 영력 6년       |
| 5년    | 1653년      | 계사 (癸巳) | 투언득 16년                | 현주 5년        | 영력 7년       |

## 동시대 연호

### 베트남
막 왕조(莫朝)
- 투언득(順德) (1638년 ~ 1661년)

### 중국
청(淸)
- 순치(順治) (1644년 ~ 1661년)

남명(南明)
- 감국로(監國魯) (1645년 ~ 1653년)
- 정무(定武) (1646년 ~ 1663년)
- 영력(永曆) (1647년 ~ 1661년)

### 일본
- 게이안(慶安) (1648년 ~ 1652년)
- 조오(承應) (1652년 ~ 1655년)

## 같이 보기
- 베트남의 연호